# Sorgskogssångare
Sorgskogssångare (Geothlypis philadelphia) är en nordamerikansk fågel i familjen skogssångare inom ordningen tättingar. Vintertid flyttar den till södra Centralamerika och nordvästligaste Sydamerika.

## Kännetecken

### Utseende
Sorgskogssångaren är en 13–15 cm skogssångare med relativt lång kropp och kort stjärt. I fjäderdräkten är den olivgrön ovan, gul under och med grå huva. Den är mycket lik västligare släktingen gråhuvad skogssångare (G. tolmiei), men denna är något  mindre och mer långstjärtad och har framför allt en tydlig, bruten vit ögonring. De blekaste individerna har till skillnad från sorgskogssångaren helt grå huva och vitaktig strupe, ej brutet bröstband och gul strupe.

### Läten
Sången är djup och fyllig och återges i engelsk litteratur som "churree churree churree turi turi", medan lätet beskrivs som ett "pwich", i flykten ett ljust "svit".

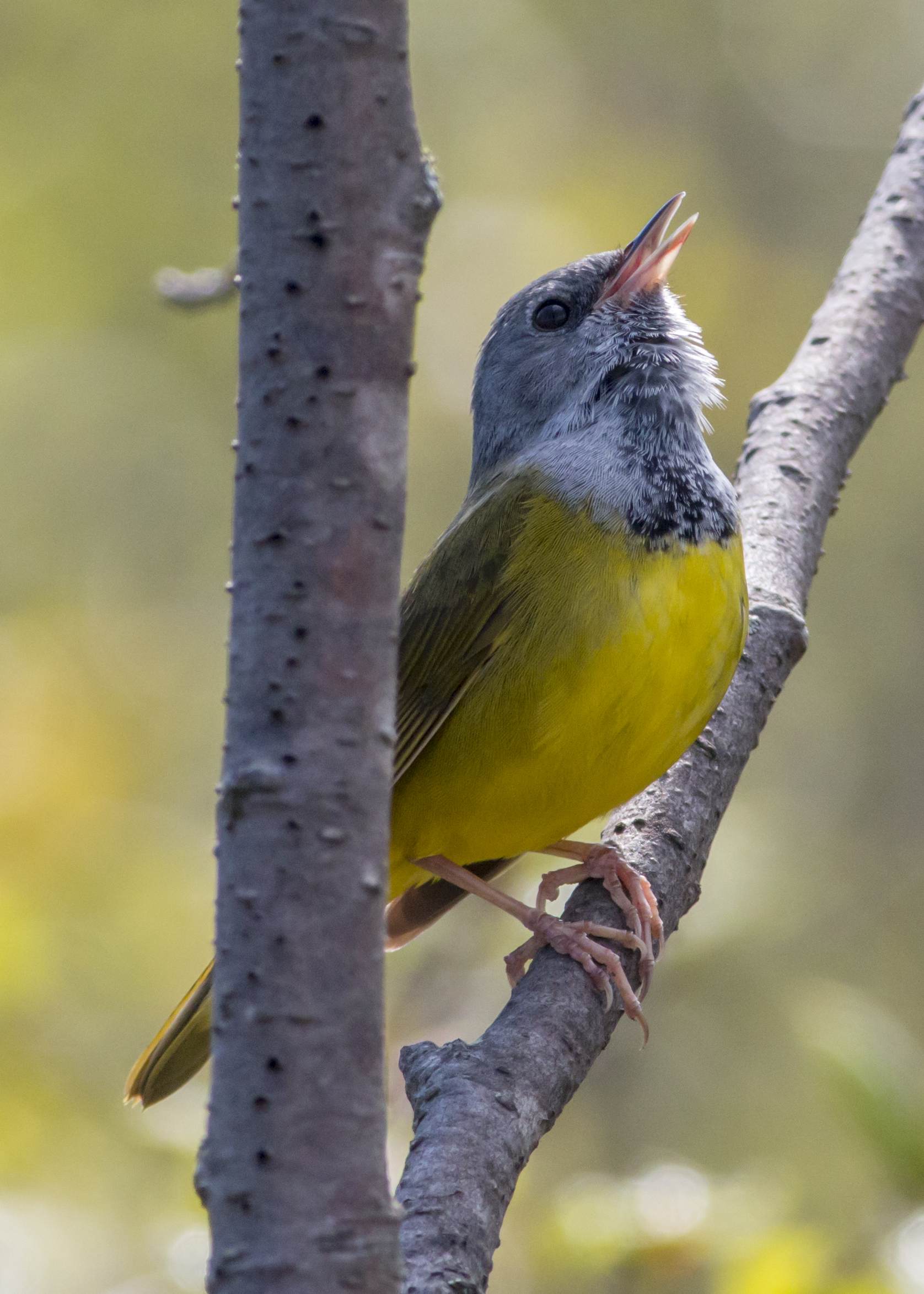

## Utbredning och systematik
Sorgskogssångaren häckar i sydöstra Kanada och nordöstra USA och övervintrar från Nicaragua till nordvästra Sydamerika. Den behandlas som monotypisk, det vill säga att den inte delas in i några underarter.
Arten är en mycket sällsynt gäst i Europa, med endast ett fynd på ön Corvo i Azorerna 25 september 2023.

### Släktestillhörighet
Tidigare placerades arten i släktet Oporornis, men DNA-studier visar att arterna i släktet inte är varandras närmaste släktingar. Sorgskogssångaren står närmare gulhakarna i Geothlypis än typarten för Opororonis, connecticutskogssångare och förs numera allmänt dit.

## Levnadssätt
Sorgskogssångaren häckar i tät undervegetation som al och björnbärssnår i skogsgläntor, vanligen i fuktiga områden. Där ses den hoppa på marken (liknande connecticutskogssångaren går) efter insekter och andra leddjur, framför allt spindlar. Fågeln häckar från maj till början av september, men huvudsakligen slutet av juni till augusti.

## Status och hot
Arten har ett stort utbredningsområde och en stor population, men tros minska i antal, dock inte tillräckligt kraftigt för att anses vara hotad. Utifrån dessa kriterier kategoriserar internationella naturvårdsunionen IUCN arten som livskraftig (LC). Beståndet uppskattas bestå av 14 miljoner vuxna individer.

## Namn
Det vetenskapliga artnamnet philadelphia syftar på staden med samma namn varifrån typexemplaret insamlades under flyttningen. 